# ووبرن
ووبرن (ماساتشوستس) (بالإنجليزية: Woburn, Massachusetts)‏ هي مدينة تقع في الولايات المتحدة في مقاطعة ميدلسيكس (ماساشوستس). يقدر عدد سكانها بـ 38,120 نسمة ومساحتها 33.4 كم2 وترتفع عن سطح البحر 30 متر.

## التركيبة السكانية
حدّد مكتب تعداد الولايات المتحدة بيانات التركيبة السكانية لووبرن في تعداد الولايات المتحدة. في ما يلي، التركيبة السكانية حسب تعدادي 2000 و2010.

### تعداد عام 2000
بلغ عدد سكان ووبرن 37,258 نسمة بحسب تعداد عام 2000، وبلغ عدد الأسر 14,997 أسرة وعدد العائلات 9,652 عائلة مقيمة في المدينة. في حين سجلت الكثافة السكانية 1,111.5 نسمة لكل كيلومتر مربع (2,878.8/ميل2). وبلغ عدد الوحدات السكنية 15,391 وحدة بمتوسط كثافة قدره 459.2 لكل كيلومتر مربع (1,189.3/ميل2).
وتوزع التركيب العرقي للمدينة بنسبة 90.57% من البيض و1.87% من الأمريكيين الأفارقة و0.10% من الأمريكيين الأصليين و4.85% من الأمريكيين ذوي الأصول الآسيوية و0.05% من سكان جزر المحيط الهادئ و1.44% من الأعراق الأخرى و1.13% من عرقين مختلطين أو أكثر و3.09% من الهسبانيون أو اللاتينيون من أي عرق.
بلغ عدد الأسر 14,997 أسرة كانت نسبة 29% منها لديها أطفال تحت سن الثامنة عشر تعيش معهم، وبلغت نسبة الأزواج القاطنين مع بعضهم البعض 49.5% من أصل المجموع الكلي للأسر، ونسبة 10.9% من الأسر كان لديها معيلات من الإناث دون وجود شريك، بينما كانت نسبة 3.9% من الأسر لديها معيلون من الذكور دون وجود شريكة وكانت نسبة 35.6% من غير العائلات. تألفت نسبة 28.7% من أصل جميع الأسر من عدة أفراد يعيشون في نفس المنزل ونسبة 10.1% كانت تتألف من شخص يعيش بمفرده يبلغ من العمر 65 عاماً أو أكثر. وبلغ متوسط حجم الأسرة المعيشية 2.47، أما متوسط حجم العائلات فبلغ 3.09.
بلغ العمر الوسطي للسكان 37.7 عاماً. وكانت نسبة 21.1% من القاطنين تحت سن الثامنة عشر، وكانت نسبة 6.9% بين الثامنة عشر والرابعة والعشرين عاماً، ونسبة 34.7% كانت واقعةً في الفئة العمرية ما بين الخامسة والعشرين والرابعة والأربعين عاماً، ونسبة 21.7% كانت ما بين الخامسة والأربعين والرابعة والستين، ونسبة 15% كانت ضمن فئة الخامسة والستين عاماً فما فوق. يوجد لكل 100 أنثى 95.9 ذكر، ويوجد لكل 100 أنثى في الثامنة عشر من عمرها فما فوق 93.5 ذكر.
بلغ متوسط دخل الأسرة في المدينة 54,897 دولارًا، أما متوسط دخل العائلة فبلغ 66,364 دولارًا. وكان متوسط دخل الذكور 45,210 دولارًا مقابل 33,239 دولارًا للإناث. وسجل دخل الفرد الخاص بالمدينة 26,207 دولارًا. وكانت نسبة 4.5% من العائلات ونسبة 6.1% من السكان تحت خط الفقر، وكان من هؤلاء نسبة 8% تحت سن الثامنة عشر ونسبة 5.4% في الخامسة والستين من العمر وما فوق.

### تعداد عام 2010
بلغ عدد سكان ووبرن 38,120 نسمة بحسب تعداد عام 2010، وبلغ عدد الأسر 15,524 أسرة وعدد العائلات 9,828 عائلة مقيمة في المدينة. في حين سجلت الكثافة السكانية 1,137.2 نسمة لكل كيلومتر مربع (2,945.3/ميل2). وبلغ عدد الوحدات السكنية 16,309 وحدة بمتوسط كثافة قدره 486.5 لكل كيلومتر مربع (1,260.0/ميل2).
وتوزع التركيب العرقي للمدينة بنسبة 84.23% من البيض و4.18% من الأمريكيين الأفارقة و0.16% من الأمريكيين الأصليين و7.28% من الأمريكيين ذوي الأصول الآسيوية و0.01% من سكان جزر المحيط الهادئ و2.19% من الأعراق الأخرى و1.96% من عرقين مختلطين أو أكثر و4.52% من الهسبانيون أو اللاتينيون من أي عرق.
بلغ عدد الأسر 15,524 أسرة كانت نسبة 28.1% منها لديها أطفال تحت سن الثامنة عشر تعيش معهم، وبلغت نسبة الأزواج القاطنين مع بعضهم البعض 47.5% من أصل المجموع الكلي للأسر، ونسبة 11.3% من الأسر كان لديها معيلات من الإناث دون وجود شريك، بينما كانت نسبة 4.5% من الأسر لديها معيلون من الذكور دون وجود شريكة وكانت نسبة 36.7% من غير العائلات. تألفت نسبة 29.9% من أصل جميع الأسر من عدة أفراد يعيشون في نفس المنزل ونسبة 11.3% كانت تتألف من شخص يعيش بمفرده يبلغ من العمر 65 عاماً أو أكثر. وبلغ متوسط حجم الأسرة المعيشية 2.43، أما متوسط حجم العائلات فبلغ 3.06.
بلغ العمر الوسطي للسكان 40.5 عاماً. وكانت نسبة 19.8% من القاطنين تحت سن الثامنة عشر، وكانت نسبة 7.4% بين الثامنة عشر والرابعة والعشرين عاماً، ونسبة 29.4% كانت واقعةً في الفئة العمرية ما بين الخامسة والعشرين والرابعة والأربعين عاماً، ونسبة 27.5% كانت ما بين الخامسة والأربعين والرابعة والستين، ونسبة 15.9% كانت ضمن فئة الخامسة والستين عاماً فما فوق. وتوزع التركيب الجنسي للسكان بنسبة 48.4% ذكور و51.6% إناث.

## أعلام
- ويليام كوفمان
- إدوارد د. هايدن
- جون مارتين هارلو
- توماس كارتر
- هربرت إل. كلارك
- جون دوفي
- بنيامين طومسون
- نانسي كيريغان
- إريك بوغوسيان
- لايلي ر. ويلر